# Maleriets historie
 Denne artikel bør gennemlæses af en person med fagkendskab for at sikre den faglige korrekthed.
    Artklen er en oversættelse fra den engelske. Bør efterses for brug af sædvanlige danske udtryk

Maleriets historie går tilbage til værker af forhistoriske mennesker og spænder næsten uden afbrydelse over alle kulturer fra antikken. Over kontinenter og årtusinder er maleriets historie en vedvarende strøm af kreativitet, der fortsætter ind i det 21.århundrede. Indtil begyndelsen af 1900-tallet var det overvejende repræsentative, religiøse og klassiske motiver, senere med mere vægt på abstrakte og konceptuelle ideer.
Udviklingen inden for Østens maleri forløb parallelt med den vestlige, men oftest et par århundreder tidligere.. Afrikansk, islamisk, indisk, kinesisk og japansk kunst  havde hver især betydelig indflydelse på vestlig kunst og efterhånden også omvendt

## Forhistorisk tid
De ældste kendte malerier findes ved Chauvetgrotten i Frankrig, og de er ca. 30.000 år gamle. De er indgraveret og malet med rød okker og sort pigment og viser heste, næsehorn, løver, urokser, mammutter og mennesker ofte på jagt. Der er eksempler på hulemalerier over hele verden: i Frankrig, Indien, Spanien, Portugal, Kina og Australien. Der er forskellige forklaringer på den betydning, de kan have haft for dem, der lavede dem. De forhistoriske mennesker kan have malet dyr for at "fange" deres "sjæl" eller "ånd", så de var lettere at jage, eller malerierne kan udtrykke et animistisk syn og være en hyldest til den omgivende natur, eller de kan være resultat af et elementært behov for udtryk, eller for give oplysninger.
- Bjerghulerne ved Bhimbetka, klippemaleri, stenalderen, Indien
- Hest fra Lascaux-hulerne
- Eland, klippemaleri, Drakensberg, Sydafrika
- Okser og heste fra Lascaux
- Hulemaleri af tyre, Teruel, Spanien
- Helleristninger fra Sverige, Nordisk bronzealder (malet)
- Piktogrammer fra Great Gallery, Canyonlands National Park, Horseshoe Canyon, Utah, ca. 1500 f.Kr.
- Cueva de las Manos ("Grotten med hænderne") i provinsen Santa Cruz i Argentina, ca.550 f. Kr.

I ældste stenalder, palæolitikum, var der kun få afbildninger af mennesker i hulerne. Oftest kun dyr, og ikke kun dem der skulle jages for føde, men også dyr, der udtrykte styrke som næsehorn eller store dyr fra kattefamilien som i Chauvetgrotten. Der blev nogle gange tegnet prikker som tegn Sjældent var der håndaftryk og figurer som var halvt menneskelige, halvt dyr. Chauvetgrotten i Ardèche i det sydlige Frankrig indeholder de vigtigste bevarede hulemalerier fra palæolitisk tid, malet omkring 31.000 år f.Kr. Altamiragrottens hulemalerier i Spanien blev udført 14.000 til 12.000 f. Kr. og viser blandt andet bison. Hallen med tyre i Lascaux i Dordogne i Frankrig er et af de bedst kendte hulemalerier mellem 15.000 og 10.000 f.Kr.
Hvis der er en mening med malerierne, er den ukendt. Grotterne lå ikke i beboede områder, så de kan være brugt til faste ritualer. Dyrene er ledsaget af tegn som kan antyde jagtmæssig eller magisk brug. Pilelignende symboler i Lascaux kan tolkes som symboler på jagt eller på kalender- eller almanakker. Men det forbliver uklart. Det vigtigste arbejde fra ældre stenalder, mesolitikum, var de "marcherende krigere", et klippemaleri ved Cingle de la Mola i Castellón i Spanien fra mellem 7.000 og 4.000 f.Kr. Man har muligvis spyttet eller blæst pigmentet på klippen. Malerierne er naturalistiske, men stiliserede. Figurerne overlapper hinanden.
De tidligste kendte indiske malerier er klippemalerier fra forhistorisk tid, helleristninger som blandt andet i bjerghulerne ved Bhimbetka  hvor nogle er fra før 5.500 f.Kr. De blev fortsat, og efter flere årtusinder er de udskårne søjler fra Ajantagrotterne i Ajanta i Maharashtra et fint eksempel på indiske malerier, og farverne, mest forskellige nuancer af rød og orange, var mineralske.

## Maleriet i Østen
Indflydelse fra mange kulturer og religioner indgik i udviklingen i maleriet i Østen. Udviklingen foregik parallelt Vesten, men ofte et par århundreder tidligere. Afrikansk kunst, islamisk kunst, indisk kunst, koreansk kunst, kinesisk kunst og japansk kunst havde hver især en markant indflydelse på vestlig kunst, og det gælder også i den modsatte retning.
Kinesisk maleri udgør en af de ældste sammenhængende kunstneriske traditioner i verden. De tidligste malerier skulle kun være ornamentale. De bestod af mønstre snarere end af billeder. Tidlig keramik var bemalet med spiraler, zigzaglinjer, prikker eller dyr. Det var først i De stridende staters tid (omkr. 400 til 221 f.Kr.), at kunstnerne begyndte at inddrage deres omverden i billederne. Japansk maleri er en af de ældste og mest raffinerede af de japanske kunstarter med en bred variation af genrer og stilarter. Japansk malerihistorie er en lang historie om syntese og kamp mellem indfødt japansk æstetik og importerede ideer. Koreansk malerihistorie daterer sig til omkring 100 e.Kr., da den første gang optræder som en uafhængig form. Der har kun været forsket lidt i den og i malerier og fresker fra Goryeo-dynastiets grave (918-1392). Indtil Joseon-dynastiet (1392-1910) kom den væsentligste indflydelse fra kinesisk maleri ( i koreanske landskaber, ansigtstræk, buddhistiske emner og himmelobservationer for at holde trit med den hurtige udvikling i koreansk astronomi).

### Østasiatisk maleri
- Maleri på kakler af skytsånder, vogtere af dag og nat, i kinesisk dragt - Han-dynastiet (202 f.Kr-220 e.Kr.)
- Luoshenfu, af Gu Kaizhi (no) (344-406 e.Kr.), kinesisk
- Kejser Sun Quan på Trettenkejserrullen  af Yan Liben (ca. 600-673 e.Kr.), kinesisk
- 87 himmelvæsener  af Wu Daozi (685-758), kinesisk
- The Metropolitan Museum of Art]- af Han Gan, 8. årh. e. Kr. kinesisk
- Forårsudflugt ved Tang-hoffet,  af Zhang Xuan, 8. århundrede, kinesisk
- Buddha Amitabhas paradis,  8. århundrede, kinesisk
- Kvinder bearbejder silke,  genskabelse af original fra 8. århundrede af Zhang Xuan. Udført af kejser Huizong af Song, tidlig 12. århundrede, kinesisk
- Illustreret sutra fra Nara-perioden, 8. århundrede, japansk
- Spillende kvinder,  af Zhou Fang (730-800 e.Kr.), kinesisk
- Hofkoncert, 10. århundrede, kinesisk
- Floderne Xiao og Xiang,  af Dong Yuan (ca. 934-962 e.Kr.), kinesisk
- Hofportræt af kejser Shenzong af Song (reg. 1067-1085), kinesisk
- Guldfasan og "Cotton Rose" ('Golden Pheasant and Cotton Rose'), af kejser Huizong af Song (reg. 1100-1126 e.Kr.), kinesisk
- Lytten til Guqin (Qin) strengeinstrument, af kejser Huizong af Song (1100-1126 e.Kr.), kinesisk
- Legende børn,  af Su Han Chen, ca. 1150, kinesisk
- Anonym kinesisk kunstner fra  12. århundrede. Song-dynastiet
- Portræt af zenbuddhist Wuzhun Shifan, 1238 e.Kr., kinesisk
- Ma Lin, 1246 e.Kr., kinesisk
- En mand og hans hest i vinden,  af Zhao Mengfu (1254-1322 e.Kr.), kinesisk
- Shukei-sansui (Vinterlandskab ), Sesshu Toyo, (1420-1506), japansk
- Zhou Maoshu beundrer lotusser (Zhou Maoshu Appreciating Lotuses) Kanō Masanobu, 15. århundrede - grundlægger af Kanō-skolen, japansk (en af Japans "nationalskatte")
- En hvidklædt kannon,  barmhjertighedens bodhisattva, 'gudinde som beskytter kvinder og børn i nød' (sv) , af Kanō Motonobu (1476-1559), japansk
- Hund med hvalpe, af Yi Ahm (1499-?),  15. århundrede, Koreas nationalmuseum
- Enlig fisker på flod om efteråret, af Tang Yin,  (1523), kinesisk
- Portugisiske handelsskibe (nanban-skibe) ankommer til Japan,  16. århundrede, japansk
- Skærmmaleri med folk der spiller go (detalje fra foldeskærm)  af Kanō Eitoku (1543-1590), japansk
- Fyrretræer, sekssidet skærm  af Hasegawa Tohaku (1539-1610), japansk
- Nattefest, detalje, Night Revels, genskabelse under Song-dynastiet af original fra 10. århundrede af Gu Hongzhong.
- Kalligrafi af Bodhidharma, buddhistisk munk, "Zen peger direkte på hjertet, se ind i din egen natur og bliv buddha",  af Hakuin Ekaku (1686-1769), japansk
- Forårslandskab, hængende rulle, 'Hanging scroll' 1672, Kanō Tan'yū, (1602-1674), japansk
- Pæoner,  af Yun Shouping (1633-1690), kinesisk
- Illustration til Genji Monogatari, en japansk bog fra o. 1010. Af Tosa Mitsuoki (1617-1691), japansk
- Udsigt ved Geumgang, Kŭmgangsan, diamantbjergene i Nordkorea (no)  Jeong Seon (1676-1759), 1734, koreansk
- Forårsfiskeri, af Ike no Taiga, (1723-1776), japansk
- Fyr, bambus, blomme. Maruyama-skolen, seksfoldet skærm, (1733-1795), japansk
- Kat og sommerfugl,  Kim Hong-do (1745-?), 18. århundrede, koreansk
- En sejltur,  Shin Yun-bok (1758-?), 1805, koreansk
- Efterårsblomster og månen, Rimpa-skolen,  Sakai Hoitsu, (1761-1828), japansk
- En "tanuku", mårhund ved en tekedel  af Katsushika Hokusai (1760-1849), japansk
- Hus mellem abrikostræer  Jo Hee-ryong (1797-1859), koreansk
- Røgdragen undslipper fra Fuji-bjerget, Katsushika Hokusai,  japansk
- Ukiyo-e-maleri uden titel, Miyagawa Issho,  japansk
- To dansende guddomme, Tomioka Tessai, (1837-1924), i Nihonga-stil,  1924, japansk

Kina, Japan og Korea har en stærk tradition for kalligrafi og grafik, så det ofte anses for maleri. Traditionel fjernøstlig maleri er karakteriseret ved vandfarve, mindre realisme, elegante (erotiske) og stiliserede emner, grafisk tilgang, vigtigheden af "hvidt rum" (eller negativt rum) og landskaber som emner i stedet for mennesker. Ud over blæk og farver på silke eller papirruller, var guld på lak også et almindeligt i østasiatisk kunst. Silke var dyrt at male på, og opfindelsen af papiret i første århundrede e.Kr. af eunukken Cai Lun ved Han-hoffet skabte et billigt og udbredt materiale at skrive og male på.
Vaskende luohaner 
 "Luohan Laundering" Arkiveret 14. juli 2014 hos  Wayback Machine (eksternt link)
Af Lin Tinggui fra 1100-tallets Song-dynasti 
 Fra Smithsonian Freer Gallery of Art
(beskrevet i teksten)
Konfucianisme, daoisme og buddhisme spillede vigtige roller i østasiatisk kunst. Malere fra Song-dynastiet i middelalderen som Lin Tinggui og hans Vaskende lohaner ("Luohan Laundering") er et godt eksempel på buddhistiske ideer i kinesisk kunst. Det er på silke (billede og beskrivelse via linkboks) , og de skaldede buddhistiske lohaner (arhat (person som har opnået fuld oplysning) er afbildet i en praktisk situation: tøjvask ved floden.
Selve maleriet er visuelt imponerende med lohanerne portrætteret i detaljer med lyse, uigennemsigtige farver i modsætning til en tåget, brun og kedelig skov. Trætoppene er indhyllet i hvirvlende tåge og danner det fælles "negative rum".
Kunstnere fra det sene 1800-tal som impressionisterne, Van Gogh, Henri de Toulouse-Lautrec og Whistler beundrede i japonismen traditionelle japanske ukiyo-e-kunstnere som Hokusai og Hiroshige, og deres arbejder blev påvirket af det.

#### Kinesisk maleri
De tidligste overleverede eksempler på malet kinesisk kunst stammer fra De stridende staters tid (481-221 f.Kr.) med malerier på silke eller gravmurmalerier på klipper, mursten eller sten. De var ofte i et enkelt stiliseret format med mere eller mindre rudimentære geometriske mønstre. De afbildede ofte mytologiske væsener, huslige scener, arbejdssituationer eller paladsscener med arbejdere fra hoffet. Kunstværkerne også fra de efterfølgende Qin- (221-207 f.Kr.) og Han-dynastier (202 f.Kr.-220 e.Kr.) blev ikke fremstillet for deres egen skyld eller som et personligt udtryk. Men snarere for at symbolisere og ære begravelsesrettigheder, repræsentationer af mytologiske guddomme eller forfædrenes ånder etc. Malerier på silke af hofembedsmænd og huslige scener findes gennem hele Han-dynastiet, sammen med scener af ridende mænd på jagt eller i militærparader. Man bemalede også tredimensionelle genstande: figurer og statuer som soldaterne og hestestatuerne i terrakottahæren. I det sociale og kulturelle klima i det østlige Jin-dynasti (317-420 e.Kr.) med sæde i Nanjing mod syd blev maleri en af de officielle fritidsbeskæftigelser for de konfuciansk uddannede bureaukrater og aristokrater (sammen med musik spillet på guqin-citar, fantasifuld kalligrafi og poesi som de både skrev og reciterede). Maleri blev en almindelig form for kunstnerisk selvudfoldelse, og i denne periode blev malere ved hoffet eller i de øverste cirkler bedømt og berømmet af ligemænd.
Etableringen af klassisk kinesisk landskabsmaleri tilskrives især Gu Kaizhi (344-406 e.Kr.) fra det østlige Jin-dynasti. Han er en af de berømteste kunstnere i kinesisk historie. Som de langstrakte scener på rulle af Kaizhi fra Tang-dynastiet (618-907 e.Kr.) malede kinesiske kunstnere som Wu Daozi (685-758) levende og yderst detaljerede kunstneriske arbejder på lange horisontale håndruller (der var meget populære under Tang-dynastiet) som hans 87 himmelvæsener (i galleri ovenfor). Malede arbejder i Tang-perioden var idealiserede landskabelige omgivelser med få genstande, personer eller aktiviteter, og var i grunden monokrome naturskildringerne (eksempel: muralerne ved fyrst Yides grav i Qianling-mausoleet)
Den tidlige Tang-maler Zhan Ziqian malede superbe landskabsmalerier, der var forud for deres tid hvad angår realisme. Imidlertid udviklede landskabskunsten sig ikke mod større realisme før i De fem dynastier og ti kongedømmer (907-960 e.Kr.) med ekstraordinære landskabsmalere som Dong Yuan og Gu Hongzhong, der hellere malede livlige og realistiske skildringer af huslige scener som "Nattefest" (Night Revels of Han Xizai, i galleri ovenfor)
Under det kinesiske Song-dynasti (960-1279 e.Kr.) skete der ikke kun udvikling inden for landskabsmaleriet, men også portrætmaleriet blev mere standardiseret og sofistikeret (se kejser Huizong af Song) og nåede sin klassiske modenhed under Ming-dynastiet (1368-1644 e.Kr.).
I slutningen af 1200-tallet og første halvdel af 1300-tallet havde kineserne i det mongolkontrollerede Yuan-dynasti ikke lov til at indtage højere stillinger i regeringen. De v ar forbeholdt mongoler eller andre etniske grupper fra Centralasien; og det kejserlige embedsmandseksamenssystem ophørte for en tid. Mange konfuciansk-uddannede kinerere, som nu manglede beskæftigelse, vendte sig til kunst og teater i stedet, så Yuan-perioden blev en af de livligste og rigeste i kinesisk kunst. Et eksempel på det er Qian Xuan (1235-1305 e.Kr.), som var embedsmand i Song-dynastiet, men som af patriotisme nægtede at tjene ved Yuan-hoffet og gav sig til at male i stedet. Enestående kunst er de rige og detaljerede muraler på Yongle-paladset (billeder via ) eller "Dachunyang Longevity Palace", ('Dachunyangs evighedspalads' ? fra 1262 e.Kr. (på UNESCOs Verdensarvsliste ).  Inde i paladset dækker malerierne mere end 1000 m2 og har for det meste daoistiske temaer. Det var også under Song-dynastiet at kunstnerne samledes i klubber eller til møder for at diskutere egne og andres kunstværker, hvor ros og overtalelse kunne føre til handel og salg af kunstværker. Der kunne imidlertid også være kritik af forskelle i stil og smag hos de forskellige kunstnere. 1088 e.Kr. skrev videnskabsmanden og statsmanden Shen Kuo om et værk af Li Cheng, som han kritiserede på følgende måde:
| „ | ... Så var der Li Cheng, som når han afbildede pavilloner og hytter i bjergene, etagebygninger, pagoder og lignende, altid malede tagfoden set nedefra. Hans tanke var at 'man nedefra skulle se opad, ligesom en mand, der står på et plant underlag og kigger op på tagskægget af en pagode kan se dets spær og udhæng'. Men det er helt forkert. Almindeligvis er den rigtige måde at male et landskab på, at se det mindste fra det størstes standpunkt ... akkurat som man ser på kunstige bjerge i haver (når man går omkring). Hvis man gør det (efter Lis metode) ved malerier af virkelige bjerge – altså ser op på dem nedefra – kan man kun se et udsnit ad gangen og rigdommen ved deres mangfoldige skråninger og profiler, for ikke at tale om alt det, der foregår i dale og slugter, og på gader og pladser med deres boliger og huse. Hvis vi står øst for et bjerg, ville dens vestlige dele være på den bortskrånende afgrænsning på lang afstand, og vice-versa. (En.: '... be on the vanishing boundary of far-off distance, and vice-versa.'). Det kunne man da ikke kalde et vellykket maleri? Hr. Li forstod ikke princippet om 'at se det lille fra det stores standpunkt'. Han var helt uden tvivl dygtig til præcist at formindske højder og afstande, men skal man gøre det samme ved vinkler og hjørner på bygninger? | “ |

Skønt kinesene ofte foretrak en høj grad af stilisering, appel til mystik og overnaturlig elegance frem for realisme (som i shan shui-stilen: ”bjerg, vand”) begyndende med middelalderens Song-dynasti, var der (og kom der) mange kinesiske malere, der afbildede naturscener, der var livagtige. Senere lagde kunstnere fra Ming-dynastiet efter Song-dynastiet vægt på intrikate detaljer og realisme i genstande fra naturen, især i skildringer af dyr (ænder, svaner, spurve, tigre, osv.) placeret blandt farvestrålende blomster og krat af buske og træer (et eksempel: det anonyme maleri fra Ming-dynastiet Birds and Plum Blossoms ('Fugle og blommeblomster', link i ). Der var mange berømte kunstnere fra Ming-dynastiet; Qiu Ying er et godt eksempel på en betydelig maler, der også var berømt i sin egen tid, som i sine kunstneriske arbejder benyttede hjemlige scener, travle paladsscener og naturscenerier af floddale og stejle bjerge indhyllet i tåge og hvirvlende skyer. Under Ming-dynastiet var der forskellige og rivaliserende kunstskoler inden for maleri som Wu-skolen og Zhe-skolen.
Klassisk kinesisk maleri fortsatte ind i det tidlige moderne Qing-dynasti med realistisk portrætmaleri som i det sene Ming-dynasti i begyndelsen af 1600-tallet. Portrætterne af Kangxi-kejseren, Yongzheng-kejseren og Qianlong-kejseren er gode eksempler på realistisk kinesisk portrætmaleri. I Qianlong-perioden og det følgende 1800-tal havde europæiske barokstilarter mærkbar indflydelse på kinesisk portrætmaleri, især med effekter af lys og skygge. Europæerne satte pris på østasiatisk maleri og anden kunst (som for eksempel porcelæn og lakvarer) efter de første kontakter i 1500-tallet.

#### Japansk maleri
Japansk maleri (絵画) er en af de ældste og mest forfinede af de japanske kunstarter og omfatter en bred vifte af genrer og stilarter.
Som med japansk kunst i almindelighed er historien om det japanske maleri en lang historie om syntese og konkurrence mellem indfødt japansk æstetik og importerede ideer.
Ukiyo-e (omtrent: "billeder af en flydende verden") er en genre af japansk træbloktryk (eller træsnit) og malerier produceret mellem det 17. og det 20. århundrede med motiver af landskaber, teatre og glædeskvarterer. Det er den vigtigste kunstneriske genre inden for træbloktryk i Japan. Japansk grafik især fra Edo-perioden øvede stor indflydelse på vestligt maleri i Frankrig i det 19. århundrede.

### Sydasiatisk maleri
- En gruppe kvinder fra Sydindien, Hindupur, ca. 1540.
- Krishna med gopi-kvinder, Gîtâ-Govinda-manuskript, 1760-1765.
- Svævende personer danser, mural fra ca. 850.
- Vildsvinejagt, ca. 1540.
- Chand Bibi på falkejagt (kvindelig indisk kriger, muslim), Deccan-stil, 1700-tallet
- En kvinde lytter til musik, ca. 1750.
- Rasamañjarî-manuskript af Bhânudatta (erotisk afhandling), 1720.
- Mural-fragment af kvinde med parasol, ca. 700.
- Bahsoli-maleri af Radha og Krishna i samtale, ca. 1730.
- Bahsoli-maleri (en) af Maharaja Sital Dev fra Mankot i andagt, ca. 1690.
- Portræt af Ibrahim Adil Shah II (sv) (1580-1626) af Bijapur, 1615.
- Rigdommens trone (The Throne of the Wealth), Nujûm-al-' Ulûm-manuskript, 1570.
- Elefant med kalv på vandring. Mogulriget, fra herskerens stalde, 17. århundrede.
- "Mihrdukht skyder en pil gennem en ring", 1564-1579. – Fra Hamza-nama, en fiktiv fortælling om Hamza, profeten Muhammads onkel.[note 8]
- Portræt af Govardhân Chand omgivet af kvinder, Punjab-stil, ca. 1750.
- Seetha skrækslagen ved at se Ravana skære Jathayus vinge af. 1895 – Af Raja Ravi Varma (1848–1906)
- Akbar og Tansen besøger Haridas i Vrindavan, Rajasthan-stil, ca. 1750. – Akbar til venstre klædt som en almindelig mand - Tansen (1500-tallet), der lytter med, regnes for en stor musiker inden for klassisk Hindustan-musik (en)
- En mand med børn, (Hügel-Anführer mit Kindern, 'Bjergfører med børn'?), Punjab-stil, 1760.
- Râdhâ arresterer Krishna, Punjab-stil, 1770.
- Rama og Sita i skoven, Punjab-stil, 1780.

### Indisk maleri
Indisk maleri udviklede sig omkring guder og konger. Indisk kunst er en samlebetegnelse for forskellige kunstskoler på det indiske subkontinent. Malerierne varierede fra store freskoer i Ajantagrotterne i Ajanta til de intrikate miniaturemalerier fra Mogulriget til de metaldekorerede arbejder fra Tanjore-skolen (Tanjore eller Thanjavur var hovedstad i Choladynastiet). Malerierne fra Gandhara–Taxila er påvirket af persiske arbejder. Den østlige malestil blev for det meste udviklet omkring Nalanda-kunstskolen. Arbejderne er for det meste inspireret af forskellige scener fra indisk mytologi.

#### Historie
De tidligste kendte indiske malerier er klippemalerier fra forhistorisk tid, helleristninger som blandt andet i bjerghulerne ved Bhimbetka, hvoraf nogle er fra før 5.500 f. Kr. Sådanne arbejder blev fortsat, og efter flere årtusinder er de udskårne søjler fra Ajantagrotterne i Ajanta i Maharashtra fine eksempler på indiske malerier. Farverne, mest nuancer af rød og orange, var mineralske.
Ajantagrotterne i Maharashtra er udhugget hulearkitektur fra omkring 2. århundrede f.Kr. og indeholder malerier og skulpturer, der regnes for mesterværker af både buddhistisk religiøs kunst og verdens billedkunst.
Madhubani-maleri
Madhubani-maleri er en stil inden for indisk maleri praktiseret i Mithila-regionen i staten Bihar. Oprindelsen fortoner sig i antikken.

##### Rajput-maleri
Rajput-maleri var en indisk malestil, der blomstrede gennem 1700-tallet ved de kongelige hoffer i Rajputana. De enkelte kongedømmer udviklede en egen stil, men delte visse fælles træk.
Rajput-malerier skildrer en række temaer og begivenheder fra epos som Ramayana og Mahabharata, Krishnas liv, landskaber og mennesker. Miniaturer var det foretrukne medium, men flere manuskripter indeholder også Rajput-malerier. Der blev også udført malerier på væggene i paladser, indvendigt i forter og 'haveli', navnlig 'haveli' i Shekhawait.
Farverne blev udvundet af forskellige mineralske og vegetabilske materialer, konkylier eller ædelsten; guld og sølv brugtes også. Det var en langvarig proces (ofte ugelang) at fremstille de farverne. Penslerne var meget fine.

##### Mogul-maleri
Mogul-maleri (en. Mughal painting) var en særlig indisk malestil, der sædvanligvis anvendtes ved illustration af bøger og manuskripter. Malestilen opstod, udviklede sig og tog form under Mogulriget (16.-19. århundrede).

##### Tanjore-maleri
Tanjore-maleri er en vigtig form for klassisk sydindisk maleri knyttet til byen Tanjore i Tamil Nadu.
Denne kunstform går tilbage til begyndelsen af 9. århundrede, en periode domineret af Cholaherskere, som tilskyndede til frembringelse af kunst og litteratur. Malerierne er kendt for deres elegance, smukke farver og sans for detaljer. Motiverne for de fleste af disse malerier er hinduistiske guder og gudinder og scener fra hinduistisk mytologi. I moderne tid er de blevet efterspurgte souvenirs ved festlige lejligheder i det sydlige Indien.
At fremstille et "Tanjore-maleri" har mange faser: Den første etape er klargøring af den foreløbige skitse af billedet på et underlag af lærred klæbet på træ.
Så blandes kridtpulver eller zinkoxid med vandopløselig lim og stryges på underlaget, og for at gøre det glattere bruges et let slibemiddel. Når tegningen er lavet, udføres den videre udsmykning af juveler og klædning på billedet med halvædelsten. Bånd eller tråde bruges også til at dekorere juvelerne eller smykkerne. Derover klæbes bladguld (en. gold foils). Endelig bruges farvestoffer (en. dyes) til malerierne.

##### Madrasskolen
Under det britiske styre i Indien fandt kronen, at Madras havde nogle meget talentfulde og kunstneriske begavelser. Da mange briter havde etableret sig i og omkring Madras, blev Georgetown (Chennai) valgt til et institut til de kunstneriske forventninger fra London. Det blev kendt som Madrasskolen. I første omgang blev traditionelle kunstnere ansat til at producere udsøgte møbeltyper, metalarbejder og kuriositeter, og deres arbejde blev sendt til dronningens paladser.
I modsætning til den bengalske skole, hvor 'kopiering' var normen i undervisningen, var skabelsen af nye stilarter, argumenter og tendenser kendetegnende for Madrasskolen.

##### Bengalskolen
The Bengal School of Art, den bengalske kunstskole, var en indflydelsesrig kunststil, der blomstrede i Indien under det britiske styre (Britisk Raj) i begyndelsen af det 20. århundrede. Det var forbundet med indisk nationalisme, men blev også understøttet af mange britiske kunstadministratorer.
Den bengalske skole opstod som en avantgardistisk og nationalistisk bevægelse, en reaktion imod de akademiske kunststilarter der tidligere blev fremmet i Indien, både af indiske kunstnere som Raja Ravi Varma (1848-1906) og i de britiske kunstskoler. I kølvandet på den udbredte indflydelse i Vesten fra indiske spirituelle ideer, forsøgte den britiske kunstlærer Ernest Binfield Havel (1861-1934) at reformere undervisningsmetoderne på kunstskolen i Kolkata (dengang Calcutta) ved at tilskynde studerende til at efterligne mogulminiaturer. Det afstedkom stor kontrovers, der førte til en strejke blandt de studerende og klager fra den lokale presse, herunder fra nationalister som mente, at det var et tilbageskridt. Havel blev støttet af kunstneren Abanindranath Tagore, en nevø til digteren Rabindranath Tagore (1861-1941, Nobelpris 1913). Tagore malede en række værker inspireret af mogulkunst, en stil han og Havel mente var udtryk for Indiens forskellige spirituelle kvaliteter, i modsætning til vestens "materialisme". Tagores mest kendte maleri, Bharat Mata ('Moder Indien'), afbildede en ung kvinde, skildret med fire arme som hinduistiske guder med genstande der symboliserede Indiens nationale aspirationer. Tagore forsøgte senere at udvikle forbindelser med japanske kunstnere som led i et ønske om at udarbejde en panasiatisk kunstmodel.
Den bengalske skoles indflydelse i Indien aftog med udbredelsen af modernistiske ideer i 1920'erne. Efter uafhængigheden viste indiske kunstnere mere tilpasningsevne, idet de lånte fra europæiske stilarter og fusionerede dem med indiske motiver til ny kunst. Mens kunstnere som Francis Newton Souza (1924-2002) og Tyeb Mehta (1925-2009) var mere vestlige i deres tilgang, var der andre som Ganesh Pyne (1937-) og Maqbool Fida Husain (1915-) der udviklede indenlandske stilarter. Efter liberalisering af markedet i Indien har kunstnerne fået mere eksponering på den internationale kunstscene, hvilket hjælper dem til at frembringe nye former for kunst, som hidtil ikke er set i Indien. Jitish Kallat (1974-) blev berømt i slutningen af 1990'erne med sine malerier, som var både moderne og uden for rammerne af en generisk definition. Skønt kunstnere i Indien i det nye århundrede afprøver nye stilarter, temaer og metaforer, ville det ikke have været muligt at få så hurtig anerkendelse uden støtte fra virksomheder, der bevæger sig ind på kunstens område som aldrig før.

##### Moderne indisk maleri
- Amrita Sher-Gil, Three Girls, (Tre piger) 1935, National Gallery of Modern Art i New Delhi

Amrita Sher-Gil (1913-1941) var en indisk maler, undertiden omtalt som Indiens Frida Kahlo. Hun betragtes som en vigtig kvindelig indisk maler fra det 20. århundrede, på niveau med ledende figurer fra den bengalske renaissance., Hun har på et tidspunkt været Indiens dyreste kvindelige maler (2007).
Amrita Sher-Gil er blandt de "ni mestre" (Nine Masters), hvis arbejder blev erklæret som kunstskatte af The Archaeological Survey of India i 1976 og 1979, og over 100 af hendes malerier er nu udstillet på National Gallery of Modern Art i New Delhi.
I løbet af kolonitiden fik den vestlige indflydelse virkning på indisk kunst. Nogle kunstnere udviklede en stil, der anvendte vestlige ideer i komposition, perspektiv og realisme til at illustrere indiske temaer. Andre inspireredes af folkekunst som Jamini Roy.
Ved Indiens uafhængighed 1947 gav flere kunstskoler i Indien mulighed for at stifte bekendtskab med moderne teknikker og ideer. Gallerier blev oprettet med dem. Moderne indisk kunst kan vise påvirkning fra vestlige stilarter, men er ofte inspireret af indiske temaer og billeder. Nogle kunstnere er begyndt at opnå international anerkendelse, i første omgang i den indiske diaspora, men også blandt et ikke-indisk publikum.
Progressive Artists' Group (progressive kunstneres gruppe) blev oprettet kort efter Indien blev selvstændigt i 1947 og havde til formål at etablere nye måder at markere Indien på. Grundlæggerne var seks fremtrædende kunstnere: K.H. Ara, S.K. Bakre, H.A. Gade, M.F. Husain, S.H. Raza og F.N. Souza. Skønt gruppen blev opløst i 1956, havde den stor betydning for ændringen af formsproget i indisk kunst. Næsten alle Indiens største kunstnere i 1950'erne havde tilknytning til gruppen. Nogle af dem der er kendt i dag er Bal Chabda, Manishi Dey, Mukul Dey, V.S. Gaitonde, Ram Kumar, Tyeb Mehta og Akbar Padamsee. Andre berømte malere som Jahar Dasgupta, Prokash Karmakar, John Wilkins, Narayanan Ramachandran og Bijon Choudhuri berigede kunsten i Indien. De er blevet en slags ikoner i moderne indisk kunst. Kunsthistorikere som professor Rai Anand Krishna har henvist til de værker af moderne kunstnere, der afspejler indisk etos. Geeta Vadhera har fået anerkendelse for at overføre komplekse, indiske spirituelle temaer til lærredet: sufi-tanker, Upanishaderne og Bhagavad Gita.
Indisk kunst fik et løft med den økonomiske liberalisering af landet siden begyndelsen af 1990'erne. Kunstnere fra forskellige områder begyndte nu at introducere varierede stilarter i deres arbejder. Indiske kunstværker efter liberaliseringen bevæger sig ikke kun inden for rammerne af akademiske traditioner, men også udenfor. Nye koncepter er blevet introduceret som hidtil ikke har været set i indisk kunst. Devajyoti Ray har indført en ny genre 'pseudorealism'. "Pseudorealist kunst" er en kunststil udviklet på indisk jord. Den tager hensyn til den indiske forståelse af abstraktion og bruger den til at omdanne almindelige scener i indisk liv til "fantastiske billeder" (excentriske, groteske, en. 'fantastic images').
I Indien efter liberaliseringen har mange kunstnere etableret sig på det internationale kunstmarked som den abstrakte maler Natvar Bhavsar og billedhuggeren Anish Kapoor, hvis voldsomt store postminimalistiske kunstværker har fået opmærksomhed alene på grund af størrelsen. Mange kunsthuse og gallerier i USA og Europa udstiller indiske kunstværker.

### Filippinerne
Filippinsk maleri kan betragtes som en sammensmeltning af indflydelse fra flere sider, i dets nuværende former især fra vest - med østlige rødder.
Tidligt filippinsk maleri kan findes i begitninger af rituelt lertøj som den højt værdsatte Manunggul-urne (en. Manunggul Jar), en urne til sekundær begravelse.
Man har i hulerne ved Sanga-sanga i provinsen Sulu og Laurente i provinsen Cagayan fundet tegn på tidlig filippinsk pottemagervirksomhed fra så tidligt som 6000 f.Kr. - og at sådan virksomhed skulle være udbredt over hele landet ca. 1000 år senere.[kilde mangler]
Man havde pottemagervirksomhed før naboerne i Cambodia og samtidig med thaierne hvad der synes at have været en udbredt udvikling af pottemagerteknik under istiden[kilde mangler]. Tatoveringstraditionen hos de tidlige filippinere er yderligere tegn på en tegne- eller maletradition. Portugiserne kaldte dem Pintados - de bemalede folk fra Visayas Forskellige mønstre med referencer til flora og fauna med himmelske figurer dekorerer kroppene med forskellige farver.
Hos Maranao-folket på det sydlige Mindanao findes eksempler på udførligt malearbejde af tidlige filippinere i deres kunst og arkitektur. De er kendt for deres naga-slanger og for den mytologiske Sarimanok-fugl indskåret og malet på en udskåret bjælke - en Panolong - på deres Torogan eller "kongehus", et residenshus for overklassen.
I 1600-tallet under den spanske periode begyndte man at male i europæisk tradition. De tidligste arbejder var kirke-freskoer, billeder med bibelsk indhold, udskæringer af skulpturer og litografier med kristne motiver og europæisk adel. De fleste malerier og skulpturer i det 19. og 20. århundrede havde religiøse, politiske og landskabelige motiver.
Tidlige modernistiske malere som Juan Luna og Felix Hidalgo kunne udtrykke politiske holdninger i deres arbejder. Kunstnere som Fernando Amorsolo benyttede postmodernistiske udtryk for at illustrere filippinsk kultur, natur og harmoni. Fernando Zóbel anvendte både genkendelige og abstrakte elementer i sit arbejde. I begyndelsen af 1980'erne virkede Elito Circa, kendt som Amangpintor. Han udviklede sin egen stil uden professionel træning og vejledning - og brugte sit eget hår til pensler og signerede med sit eget blod.
- Spoliarium af Juan Luna, o. 4x7m, ca. 1884 - Et rum under en romersk arena til dræbte eller døende gladiatorer.
- De kristne jomfruer udsættes for befolkningen af Félix Resurrección Hidalgo, 1884 (sp. "Las Virgenes Cristianas Expuestas al Populacho")

## Maleriet i Vesten

### Egypten, Grækenland og Rom
Det gamle Egypten var en civilisation med tradition for bemaling af arkitektur og skulptur. Der var også mange vægmalerier i templer og bygninger, og malede illustrationer på papyrusmanuskripter. Murmaleriet og den dekorative bemaling var ofte grafisk, tit mere symbolsk end realistisk. Figurerne havde tydelig kontur og flad silhuet med vægt på symmetri. Der er i egyptisk maleri en tæt forbindelse til de egyptiske hieroglyffer. Malede symboler er blandt de første former i deres skriftsprog. Egypterne malede også på klæde; nogle findes i dag på grund af det tørre klima. Malerierne har skullet medvirke til, at de døde kunne få det behageligt i deres næste tilværelse. Til temaerne hørte rejser gennem efterverdenen eller introduktion af den afdøde i underverdenen af deres beskyttende guder som Ra, Horus, Anubis, Nut, Osiris og Isis. Nogle gravmalerier viser de gøremål, den døde havde i dette liv og som man forestillede sig han ville fortsætte med. I Det nye Rige og senere blev Den egyptiske dødebog lagt med i graven som en vigtig introduktion til efterlivet. Se afsnittet "Sjælen i det ægyptiske efterliv"
- Pløjende bonde - Fra kunstneren Sennedjems gravkammer. Det gamle Egypten ca. 1200 f.Kr.
- Gudinden Isis, ca. 1360 f.Kr. - Vægmaleri i grav, Seti I, Kongernes Dal. Det gamle Egypten
- Vægmaleri, dronning Nefertari med fjerkrone. Fra hendes gravkammer (død o. 1250 f.Kr.) - Det gamle Egypten
- Papyrus, fra Den egyptiske dødebog. Det gamle Egypten
- Tutankhamon (død ca. 1323) i kamp mod asiaterne. Maleri på kiste fra Kongernes Dal - Det gamle Egypten
- Golguden Ra som kat angriber Apophis, slangeguden - Gravscene i Deir el-Medina - Det gamle Egypten
- Pitsa-tavlerne, et af de få overleverede panelmalerier fra Antikkens Grækenland, ca. 540-530 f.Kr.
- Symposium-scene, Dykkerens grav ved Paestum, en gammel græsk by i Italien. ca. 480 f.Kr. Græsk kunst
- Liljeprinsen eller Præstekongen ca. 1500 f. Kr.[note 17] - Reproduktion af fresko på en rekonstrueret mur. Paladset i Minos, Knossos, Kreta.
- Fresko af en indvielse i en mysteriereligion. Fra villa i Pompeji før 79 f.Kr. Romersk kunst - (Om nye religioner). Afbilder muligvis en indvielse med piskning (Kvindelige optagelsesritualer (no)
- Herkules og Telephos. Romersk fresko i Augusteum ved Herculaneum.
- Siddende kithara-spiller på vægfresko i villa ved Vesuv - Romersk kunst
- Vægmaleri af et rum med folk, en statue og et maleri. Pompeii. Romersk kunst
- Landskabsmaleri med helligt træ i villa ved Boscotrecase nær Napoli. Romersk kunst
- Mumieportræt af en ung kvinde, 2. årh. e.Kr. Al Fayyum, Romersk Egypten. Romersk kunst
- Egyptisk mumieportræt af ung dreng, "Eutyches". 100-150 e.Kr. Romersk kunst[note 18]

Nord for Egypten lå øen Kreta med den minoiske civilisation. Der er ligheder mellem egyptiske murmalerier og dem fra paladset i Knossos. Omkring 1100 f.Kr. blev Grækenland invaderet af stammer nordfra, og græsk kunst tog en ny retning.
Det antikke Grækenland havde betydelige bygmestre, malere og billedhuggere. Parthenon har overlevet til i dag, og græske marmorstatuer hører til det bedste inden for klassisk kunst. Bemaling af lertøj og keramik giver et indblik i samfundet i det antikke Grækenland. Sort- og rødmalede vaser er eksempler herpå.
Der er ikke overleveret bemalede træpaneler, men der findes beskrivelser af samtidige og senere romerne. Til sådanne malere hører Apelles, Zeuxis og Parrhasius. Zeuxis virkede i det 5. århundrede f.Kr. og de skulle være blandt de første der benyttede sfumato[kilde mangler]. Ifølge Plinius den ældre var realismen i hans billeder så slående, at fugle forsøgte at spise de malede druer. Apelles regnes for en af antikkens største malere på grund af fremragende tegneteknik, farvebehandling og formgivning.
Romersk kunst var påvirket af græsk kunst, men har dog egne træk. Der er overleveret romerske vægmalerier, mange fra villaer i Campania i det sydlige Italien. Man har inddelt dem i fire perioder. og der kan blandt dem være de første med eksempler på trompe-l’œil, pseudoperspektiv og rent landskabsmaleri. Næsten alle malede portrætter, vi har fra antikken, hører til kisteportrætter i busteform fundet på den senantikke begravelsesplads i Al Fayyum (Fayyum-portrætterne). Skønt de hverken var fra den bedste periode eller af bedste kvalitet, kan de alligevel give et indtryk af, hvad det bedste kunne være. Der er også overleveret et lille antal miniaturer fra senantikkens illustrerede bøger og et større antal kopier af dem fra Middelalderen.

### Middelalderen
Efter kristendommen fik stilarterne inden for maleriet en ny ånd og et andet mål.
Efter at byzantinsk kunst havde fastlagt sin stil i løbet af det sjette århundrede, blev vægten især lagt på traditionelle ikonografi og stil, og den ændrede sig kun lidt i det byzantinske riges tusindårige historie og i græsk og russisk ikonmaleri. Byzantinsk maleri har  et særligt hierarkisk islæt med ikoner som en særlig afspejling af det guddommelige.
Der var også mange vægmalerier i fresko, men det er byzantinske mosaikker der er bevaret flest af. Byzantinsk kunst har træk af abstraktion i dets "fladhed" og stærkt stiliserede figurer og landskaber. Dog er der perioder - især i den makedonske kunst i 900-tallet - hvor den byzantinske kunst var mere fleksibel.
Den insulære kunst på De britiske øer var den første udprægede stil i det katolske Europa med maleriet. Der er bevaret miniaturer i illuminerede manuskripter som Book of Kells. Det var måske endda det eneste sted med maleri. Miniaturerne er berømte for deres abstrakte udsmykninger; der var også portrætter bl.a. af evangelisterne.
Karolingisk og ottonsk kunst er også især bevaret i manuskripter, skønt der også findes flere vægmalerier. Kunsten fra denne periode kombinerer insulær og "barbarisk" indflydelse med stærk byzantinsk indflydelse og en stræben efter klassisk monumentalitet og værdighed.
Mure i romanske og gotiske kirker blev dekoreret med fresker og skulpturer, og mange af dem har stor intensitet og kombinerer den dekorative energi i den insulære kunst med en ny monumentalitet i behandlingen af figurer. Der er mange flere lignende miniaturer i illuminerede manuskripter fra denne periode , og de fortsætter ind i gotikken.
Panelmalerier blev mere almindelige gennem den romanske periode under stærk indflydelse fra byzantinske ikoner. Mod midten af 1200-tallet blev middelalderkunst og det gotiske maleri mere realistisk med en voksende interesse for rumlighed og perspektiv. I Italien med Cimabue og hans elev Giotto, og efter ham blev behandlingen af komposition friere hos de bedste malere. De to regnes som de bedste af vestens middelaldermalere. Cimabue brugte inden for den byzantinske tradition en mere realistisk og dramatisk kunst. Giotto bragte disse fornyelser til et højere niveau og blev en af grundlæggerne af den vestlige maletradition. Begge var pionerer i bevægelsen mod mere naturalisme.
Kirkerne fik flere og flere vinduer, og glasmalerier blev en del af udsmykningen som i Notre Dame i Paris. I 1300-tallet var de vestlige samfund blevet rigere, og malere fik nye bestillinger fra adel og borgerskab. Illuminerede manuskripter fik slanke, moderigtigt klædte hofkvinder i landskaberne. Stilen international gotik og panelmalerier og altertavler i tempera vandt frem.
- Cotton Genesis efter Sir Robert Cotton - reduceret til fragmenter efter brand 1731 - Her: "Abraham møder engle" (en)
- Byzantinsk ikon fra 6. årh. Det ældste kendte ikon af Kristus Pantokrator, verdensherskeren. I vestlig kunst majestas domini
- Byzantinsk kunst. Justinian 1. (527-565) med biskop Maximianus, hoffolk, prætorianergarden. Mosaikbillede fra San Vitale i Ravenna.
- Byzantinsk kunst fra 6.årh. Rabbula-evangelier, evangeliebog, et syrisk pergamenthåndskrift af de fire evangelier med en miniature af Jesu himmelfart.
- Af brødrene Limbourg 1412-1416 Månedsbillede fra januar måned fra tidebogen Très Riches Heures du Duc de Berry ("Hertugen af Berrys meget rigt udsmykkede tidebog"). Hertugen af Berry (i blåt) sidder under en udsmykket baldakin og nyder et måltid opvartet af flere tjenere. Til højre et udsmykket saltkar i form af et skib, også kaldet nef.
- Af brødrene Limbourg. Juni måned fra tidebogen Très Riches Heures du Duc de Berry
- Book of Kells, ca. 800 : Første side af Johannesevangeliet, folio 292
- Book of Kells : Majestas Domini ("Den majestætiske Jesus").
- Evangelistportræt i Codex purpureus Rossanensis, Rossano-evangelier (evangeliebog). Markus skriver på en skriftrulle. Et af de ældste overleverede illuminerede manuskripter fra 6. årh. under byzantinsk herredømme i Italien (mærket over højre skulder er en plet).
- Karolingisk kunst, o. 800. Miniatur af Apostlen Johannes med bog og pen. Fra Codex Aureus fra klostret i Lorsch i Tyskland.
- Karolingisk kunst. Markus fra Ebbo-evangelier. Tusch og farve på pergament. Begyndelsen af 800-tallet.
- Miniature fra Jaroslavl-evangeliet (evangeliebog), 1220'erne. Mellem de to evangelister et ciborium med tæpper.  Kunstneren synes usikker på håndteringen af skriftrullerne.[note 21]
- Af Giottino ca. 1325-1368, italiensk maler. Pietà til San Remigio ca. 1365, Tempera på træ, 195x134 cm, Galleria degli Uffizi, Firenze.
- Madonna dei denti af Vitale da Bologna, italiensk maler, ca. 1309-1360 (Madonna with Child and Donors / Madonna of teeth / Madonna con Bambino in trono e donatori), Bologna, Museo Civico Davia Bargellini.
- Simone Martini, 1285–1344, italiensk maler. "Mørke temaer og stærke følelsesladede udtryk blev i stigende grad fremhævet i den sengotiske kunst".[note 22]
- Triptykon af salig Agostino Novello, 1320'erne. Tempera på træ, 198 x 257 cm, Pinacoteca Nazionale, Siena, 1
- Crucifix 1287 af Cimabue (ca. 1240–1302). Limfarve på træ, 448 cm×390 cm. Basilica di Santa Croce, Firenze. Det blev svært beskadiget under oversvømmelsen i 1966
- Korsfæstelsen af Giotto, o.1305. Fresko. 200x185 cm. Cappella Scrovegni (Arena Chapel), Padua
- De Hellige Tre Kongers tilbedelse af Giotto i Cappella degli Scrovegni, Padova. Refererer til Matthæus 2,11
- Trefoldighedsikon af Andrej Rubljov, en russisk ikonmaler. I Tretjakovgalleriet i Moskva, ca. 1410. 142x114 cm. - Jf. "Herrens besøg hos Abraham i Mamre" 1. Mosebog 18,1-33. og Trinitatis
- Jesu himmelfart af Andrej Rubljov. Tretjakovgalleriet i Moskva, 1408.
- God regeringsførelse i by og på land. Fresker  af Ambrogio Lorenzetti fra Sienaskolen, Palazzo Pubblico, Siena. ca. 1338-1340. ("Allegori over god og dårlig regeringsførelse") To udsnit sat sammen?. - (fuld størrelse)
- Den hellige Humilitas (it: Umiltà) transporterer mursten til klostret. Af Pietro Lorenzetti, ca. 1341. Olie på træ, 45x32 cm. Uffizi, Firenze.
- Kaldelsen af apostlene Peter og Andreas (Matt 4,18) 1308 af Duccio. Tempera på træ. Fra hans Maestà, altertavle til domkirken i Siena
- Jesu nedtagelse fra korset (Johannes 19,38-42) af Rogier van der Weyden, ca. 1435 - Olie på træpanel, 220x262 cm Museo del Prado, Madrid.
- Rogier van der Weyden, Sankt Ivo (ca. 1450)
- Bonaventura Berlinghieri: Frans af Assisi og scener fra hans liv. 1235. Tempera på træ, 160x123 cm, Pescia, San Francesco
- Den yderste dom (dommedag) malet udvendigt på Sankt Georgs-kirken i det tidligere Voroneţ-kloster fra 1487 i Moldavien, Rumænien. Billederne udendørs udført midt i 1500-tallet.[note 23]
- Mosaik af jomfruen og barnet i kuplen i den nordlige esonarthex, inderste forhal i den tidligere byzantinske kirke Kariye Camii (no) i Istanbul.[note 24]
- Løgkuplen i ærkeengelkatedralen i Kreml, Moskva

### Renæssance og manierisme
Renæssancen betragtes ofte som maleriets guldalder og varer omtrent fra 1300-tallet til midt i 1600-tallet. I Italien bragte malere som Paolo Uccello, Fra Angelico, Masaccio, Piero della Francesca, Andrea Mantegna, Filippo Lippi, Giorgione, Tintoretto, Sandro Botticelli, Leonardo da Vinci, Michelangelo Buonarroti, Raphael, Giovanni Bellini og Titian maleriet op på et højere niveau eller ind på et nyt spor ved brug af perspektivet, studiet af den menneskelige anatomi og udviklingen af tegne- og maleteknikker.
Flamske, hollandske og tyske malere som Hans Holbein den yngre, Albrecht Dürer, Lucas Cranach, Matthias Grünewald, Hieronymus Bosch og Pieter Bruegel repræsenterer en mere realistisk og mindre idealistisk tilgang end deres italienske kolleger. Genremaleriet blev populært blandt malere fra Nordeuropa som Pieter Bruegel. En ny verisimilitude - "overensstemmelse med sandheden eller virkeligheden" - blev mulig med udbredelsen af oliemaleriet som efter traditionen tilskrives Jan van Eyck, en vigtig overgangsfigur mellem middelalder og renæssance. Til forskel fra italienerne, hvis arbejde var præget af kunsten fra det gamle Grækenland og Rom, beholdt kunstnerne fra nord en stilistisk rest fra middelalderens skulptur og illuminerede manuskripter. Samme tendens ses også hos kunstnere under tudorerne i England, der var under stærk påvirkning fra flygtninge fra Nederlandene.
Renæssancemaleriet afspejler den omvæltning i ideer og videnskab (astronomi, geografi), der fandt sted omkring den protestantiske reformation og bogtrykkerkunsten. Dürer, som også var trykker, bemærker,[kilde mangler] at malere ikke blot er håndværkere, men også intellektuelle eller tænkere. Da man i renæssancen begyndte at male på staffeli og ikke blot vægmalerier opnåede maleriet uafhængighed fra arkitekturen. Efter århundreder, hvor det religiøse billedsprog havde været dominerende, vandt verdslige emner igen indpas i vestlig maleri. Som tidens visioner eller egne forestillinger. Rige mennesker kunne blive mæcener og bekoste portrætter af sig selv og familien.
I 1400- og 1500-tallet blev flytbare panelmalerier stadig mere populære hos både kirken og private, så den ikke længere var begrænset til vægge og altertavler. I højmiddelalderen udviklede der sig en stilart, som nu kendes som manierisme, en 'kunstnerisk manér'. I stedet for den afbalancerede komposition og rationelle tilgang til perspektivet, der havde udviklet sig i slutningen af 1500-tallet, søgte manieristerne ustabilitet, kunstgreb og tvivl. De uforstyrrede ansigter og gestus hos Piero della Francesca og de kølige jomfruportrætter hos Raphael erstattedes af bekymrede udtryk hos Pontormo og følelsesmæssig intensitet hos El Greco. Nogle årtier senere dominerede nordisk manierisme den nederlandske og tyske kunst indtil barokken.
- Maestà, den tronende Jomfru Maria med Jesusbarnet af Fra Angelico - Freskocyklus i dominikanerklostret San Marco i Firenze
- Madonna og barnet af Filippo Lippi, o. 1440, tempera på træ, 79x51.1 cm, National Gallery of Art, Washington DC
- Jesus i Getsemane af Andrea Mantegna o. 1460, tempera på plade, 63×80 cm - Matthæus 26,41
- Uddrivelsen af Edens have af Masaccio før og efter restaurering (1. Mos. 3,23), o. 1425 - Det var formentlig Cosimo III der o. 1680 krævede figenblade påsat. 208x88 cm. Freske i Santa Maria del Carmine, Firenze
- Sankt Jørgen (Georg) i kamp med dragen, Paolo Uccello, ca. 1470. Gotisk indflydelse
- Mona Lisa, o. 1503 af Leonardo da Vinci. Olie på poppeltræ, 77×53 cm. Musée du Louvre, Paris
- Madonna med barnet af Raphael ca. 1505, Olie på panel, 59,5x44 cm. Billeder af madonna med barnet blev ofte brugt som bryllupsgave.[note 28]
- Adams skabelse af Michelangelo (1. Mosebog, 1.26). 1. Mosebog 1,26 ? 1. Mosebog 2,1 ca. 1511, fresco, 480,1×230,1 cm
- Albrecht Dürer, selvportræt, 1500, olie på træpanel, 67×49 cm. Alte Pinakothek, München
- Frans af Assisi i religiøs ekstase (el. Frans i ørkenen, måske som en parallel til Moses på Sinaibjerget) af Giovanni Bellini, ca. 1480. Olie og tempera på panel, 124×142 cm, Frick Collection, New York
- Selvportræt o. 1567, Titian. Olie på lærred, 86×65 cm, Pradomuseet, Madrid
- Den sidste nadver af Leonardo da Vinci, o.1495. Fresko secco ("al secco") vægmaleri på tør væg, hvorfor det ofte er restaureret. 420×910 cm. Santa Maria delle Grazie, Refektorium, Milano
- Kristi opstandelse af Piero della Francesca. o. 1460. Vægmaleri i fresko og tempera. 225×200 cm. Museo Civico, Sansepolcro, Toscana (en)[note 29]
- Stormen af Giorgione o 1507. Olie på lærred, 82×73 cm. Gallerie dell'Accademia, Venedig.[note 30]
- Den hellige Markus' relikvie findes, ca. 1562 af Jacopo Tintoretto. Olie på lærred, 405,2×405,2 cm. Den venezianske skole. Pinacoteca di Brera, Milano.[note 31]
- Venus' fødsel (el. "Den skumfødte Venus") af Sandro Botticelli, ca. 1486. Tempera på lærred, 278,5x172,5 cm. Galleria degli Uffizi, Firenze
- Mariæ bebudelse, Mérodealteret, triptykon af Robert Campin. Mérodealteret, ca. 1427. Olie på træ, 64×27+63+27 cm. Metropolitan Museum of Art, New York
- Arnolfinis bryllup af Jan van Eyck, 1434. Olie på plade, 82×59,5 cm.
- Portræt af en mand af Jan van Eyck, Selvportræt?, 1433. Olie på panel, 25.5 cm×19 cm. National Gallery, London
- Lysternes have af Hieronymus Bosch, ml. 1480 og 1505. Olie på træpanel, 220x390 cm. Museo del Prado, Madrid - Venstre panel Adam og Eva i Paradisets have, i midten "Lysternes have", til højre helvede.[note 32]
- Høstfolk af Pieter Bruegel den ældre 1565. Olie på plade, 119x162 cm.
- Thomas More af Hans Holbein den yngre, 1527. Olie på egetræspanel, 74,9x60,3 cm. Frick Collection, New York
- Udsigt over Toledo (el. 'Uvejr over Toledo') af El Greco, ca. 1596-1600. Olie på lærred, 121,3×108,6 cm. Metropolitan Museum of Art, New York

### Barok og rokoko
Maleriet i barokken forbindes ofte med absolutisme og modreformation eller Den katolske reform. At der også blev fremstillet vigtigt barokmaleri i ikke-absolutiske og protestantiske lande understreger dets popularitet, idet stilen spredtes ud over Vesteuropa.
Barokmaleriet er karakteristisk ved stort drama; rig, dyb farve; intenst lys og mørk skygge. Kunsten i barokken skulle vække følelser og lidenskaber i stedet for den kølige rationalitet, der havde været værdsat under renæssancen.  Blandt de største kunstnere regnes Caravaggio, Rembrandt, Frans Hals, Rubens, Velázquez, Poussin og Jan Vermeer. Caravaggio er arvtager til højrenæssancens humanistiske maleri. Hans realistiske skildring af menneskekroppen - taget fra det levede liv og dramatisk sat op mod en mørk baggrund (se chiaroscuro) - chokerede hans samtidige og åbnede et nyt kapitel i maleriets historie. Dramatiske scener med lyseffekter kan ses i værker af Rembrandt, Vermeer, Le Nain-brødrene og Georges de La Tour.
I 1700-tallet fulgte rokoko som en elegantere forlængelse af barokken, ofte med indslag af frivol eller erotisk karakter. Den udviklede sig først inden for kunstindustrien og indendørs udsmykning i Frankrig. Med Ludvig 15 fulgte et skifte i moden for hofkunstnerne og andre malere. I Frankrig nåede rokokoen sit højeste i 1730'erne med værker af Antoine Watteau og François Boucher. Rokokoen beholdt barokkens smag for komplekse former og indviklede mønstre, men begyndte at opløse dem, blandt andet ved kinesiske og orientalske mønstre og asymmetriske kompositioner.
Stilen spredtes med franske kunstnere og franske kobberstik. Den blev godt modtaget i de katolske dele af Tyskland, Böhmen og Østrig hvor den smeltede sammen med tyske barok. Tysk rokoko blev med begejstring anvendt på kirker og paladser, især i syd, mens en preussisk rokoko udviklede sig mere afdæmpet i Kongeriget Preussen hos Frederik den Store af Preussen.
De franske mestre Watteau, Boucher og Fragonard repræsenterede stilen, lige som Giovanni Battista Tiepolo, mens Jean-Baptiste-Siméon Chardin, som hørte til 1700-tallets bedste franske malere, snarere kan betegnes som hyggerokokko ja, anti-rokoko. Portrætmaleriet var vigtigt i alle lande, især i England hvor de ledende var William Hogarth, der malede i en realistisk stil, og Francis Hayman, Angelika Kauffmann (som var schweizer), Thomas Gainsborough og Joshua Reynolds på en mere flatterende måde under indflydelse af Antoon van Dyck. I Frankrig var i rokokoperioden den mere sødladne Jean-Baptiste Greuze (Denis Diderots faroritmaler), Maurice Quentin de La Tour og Élisabeth Vigée-Lebrun elegante og grundige portræt- og historiemalere.
William Hogarth var med i udviklingen af det teoretiske grundlag for skønheden ved rokoko. Skønt han ikke udtrykkeligt henviste til bevægelsen, argumenterede han 1753 i sin analyse af skønheden (Analysis of Beauty) at de hyppigt forekommende bølgelinjer og S-kurver var grundlaget for ynde og skønhed i kunst og natur til forskel fra de lige linjer i klassikken.
Det begyndte at lakke mod enden for rokokoen i 1760'erne da Voltaire og Jacques-François Blondel indledte deres kritik af kunstens overfladiskhed og degeneration. Blondel fordømte det "latterlige virvar af skaller, drager, rør, palmer og planter" i moderne interiører 
Omkring 1785 var rokokoen gået af mode i Frankrig, afløst af orden og alvor hos nyklassiske kunstnere som Jacques Louis David.
- Bacchus af Caravaggio, ca. 1595, Olie på lærred, 95x85 cm, Galleria degli Uffizi, Firenze.
- "Judit slår Holofernes ihjel" af Artemesia Gentileschi, ca. 1620. Olie på lærred, 199×162 cm. Galleria degli Uffizi, Firenze. (Judit 13,15)
- Signøjnerpige af Frans Hals, 1628-1630. Olie på plade. 58×52 cm. Louvre, París - "Noget af det nydelige ved sigøjnerpigen er det smittende humør. Dette er en kvalitet som senere er blevet tabu i kunsten."[29]
- Paris' dom af Peter Paul Rubens, 1632-1635. olie på eg, 144,8×193,7 cm, National Gallery, London
- Astronomen af Jan Vermeer, ca. 1668. Olie på lærred, 51×45 cm. Louvre, Paris.
- Kaptajn Frans Banning Cocq og løjtnant Willem van Ruytenburghs kompagni ("Nattevagten") af Rembrandt van Rijn, 1642. Olie på lærred, 379,5x453,5 cm.
- Las Meninas, "Hofpigerne" af Diego Velázquez, o. 1656. Olie på lærred, 318×276 cm. Museo del Prado, Madrid
- Sabinerindernes rov af Nicolas Poussin, o. 1637. Olie på lærred, 159x206 cm. Louvre, Paris
- Filips martyrium af José de Ribera (no), ca. 1639. Olie på lærred, 234×234 cm
- Selvportræt af Salvator Rosa, ca. 1641. Olie på lærred, 116,3×94 cm National Gallery, London
- Indskibningen af Dronningen af Saba (en) af Claude Lorrain, 1648. Olie på lærred, 149.1×196.7 cm. National Gallery, London - (Første Kongebog 10,1ff)
- Portræt af Karl 1. af England af Antoon van Dyck, ca. 1635. Olie på lærred, 266x207 cm. Louvre, Paris
- Hyakinthos' død af Giovanni Battista Tiepolo, ca. 1752. Olie på lærred, 287×232 cm. Museo Thyssen-Bornemisza, Madrid
- Pjerrot ("Gilles", commedia dell'arte-figur) af Antoine Watteau, o. 1718. Olie på lærred, 184×149 cm. Louvre, Paris
- Gyngen (eller måske "En gyngeturs serendipitet", fr. "Les hasards heureux de l'escarpolette") af Jean-Honoré Fragonard, 1767. Olie på lærred, 81×64 cm. Wallace Collection, London
- Hvilende pige af François Boucher, 1751. Olie på lærred. 59,5×73,5 cm. Wallraf-Richartz-Museum, Köln - (Muligvis Marie-Louise O'Murphy)
- Selvportræt af Élisabeth Vigée-Lebrun, efter 1782. Olie på lærred, 97,8×70,5 cm. National Gallery, London
- Madame de Pompadour i helportræt af Maurice Quentin de La Tour, o. 1755. Pastel på gråblåt papir med fremhævelser i gouache-farver.[note 37] Ansigtet er udskåret og monteret på papiret. 177×130 cm. Louvre, Paris
- Den blå dreng af Thomas Gainsborough, ca. 1770. (Portræt af Jonathan Buttall) Olie på lærred, 177.8×112.1 cm. Huntington Library, San Marino, Californien
- Bueskytterne af Joshua Reynolds, 1769. Olie på lærred, 236x180 cm. Tate Britain - Portræt af colonel Acland og lord Sydney - (en)
- Stilleben med glaskaraffel og frugt af Jean-Baptiste-Siméon Chardin, ca. 1750. Olie på lærred, 55x40 cm. Staatliche Kunsthalle Karlsruhe
- Selvportræt. Hogarth maler komediens muse - William Hogarth, 1758. Olie på lærred, 45.1x42.5 cm. National Portrait Gallery, London [note 38]
- Dansende mælkepiger "Dancing Milkmaids" af Francis Hayman ("The Milkmaid's Garland, or Humours of May Day")[note 39], ca. 1735. Olie på lærred, 137×234 cm. Victoria and Albert Museum, London
- Sovende nymfe iagttaget af hyrde ("A Sleeping Nymph Watched by a Shepherd") af Angelika Kauffmann, ca. 1780. Olie på kobber, 45,72x52 cm. Victoria and Albert Museum [note 40](V&A Museum no. 23-1886)

### 1800-tallet: Neoklassicisme, historiemaleri, romantik, impressionisme, postimpressionisme, symbolisme
En neoklassicistisk retning voksede frem i det sene 1700-tal efter rokokoen. Først inden for arkitekturen og senere inden for maleriet med fx David og hans elev Ingres. Hans arbejde indeholdt meget af den sensualitet, der skulle karakterisere den senere romantik, men manglede dens spontaniteten. Romantikken skildrede landskab, naturen og den menneskelige skikkelse, med naturens overordnet mennesket. Der er panteistiske elementer (se Spinoza og Hegel) i deres koncept som går imod oplysningens idealer ved at se menneskets skæbne i et mere tragisk eller pessimistisk lys. Den idé, at mennesket ikke står over naturens kræfter, går imod antikkens græske idealer og renæssancens, hvor mennesket stod øverst og styrede sin egen skæbne. Tankegangen fik romantiske kunstnere til at afbilde det sublime, kirkeruiner, skibsvrag, tåge, massakrer og galskab.
I løbet af 1800-tallet blev malerne mere uafhængige af mæceners krav om scener fra religion, mytologi, historie og portrætter. Ideen om 'kunst for kunstens skyld' vandt indpas i arbejder af Goya, Constable og Turner. Romantiske kunstnere gjorde landskabsmaleriet til en selvstændig genre. Før var det kun baggrund for figurkompositioner.
Malere fra denne periode tæller Eugène Delacroix, Théodore Géricault, J.M.W. Turner, Caspar David Friedrich og John Constable. Francisco de Goyas senere arbejder viser hans interesse for det irrationelle, mens Arnold Böcklin fremkalder en stemning af mystik, og James McNeill Whistler fra den den æstetiske bevægelse en blanding af raffinement og dekadence.
I USA kaldtes den romantiske bevægelse inden for landskabsmaleri for Hudson River School: med malere som Thomas Cole, Frederic Edwin Church, Albert Bierstadt, Thomas Moran og John Frederick Kensett. Luminisme var en bevægelse inden for amerikansk landskabsmaleri med forbindelser til Hudson River-skolen.
Camille Corot fra Barbizon-skolen malede både romantisk og realistisk. Hans arbejder er forløbere for impressionismen; det samme gælder Eugène Boudin, som var en af de første franske landskabsmalere, der malede udendørs. Han havde også indflydelse på Claude Monet, som han i 1857 tog med ud til friluftsmaleriet. Gustave Courbet var vigtig for det realistiske maleri ved 1800-tallets midte. I den sidste tredjedel af århundredet arbejdede impressionister som Édouard Manet, Claude Monet, Pierre-Auguste Renoir, Camille Pissarro, Alfred Sisley, Berthe Morisot, Mary Cassatt og Edgar Degas på en mere direkte måde end før set.
De undgik allegori og fortælling til fordel for særlige svar på den moderne verden. De malede ofte uden forstudier, idet de stolede på deres tegneevner og en kromatisk palet.
Manet, Degas, Renoir, Morisot og Cassatt arbejdede mest med mennesker. Både Manet og Degas genfortolkede en klassisk kanon for figurafbildning: Manets fik en uvenlig modtagelse. Renoir, Morisot og Cassatt hentede inspiration i scener fra det daglige liv, Renoir med fokus på nøgenstudier af kvinder. Monet, Pissarro og Sisley brugte landskabet som deres primære motiv med vægt på omskifteligheden i lys og vejr. Mens Sisley for det meste holdt sig til impressionisternes opfattelse af landskabet, afsøgte Monet mulighederne i stadige skiftende farver og situationer, kulminerende med en serie åkander malet i hans have i Giverny.
Pissarro brugte nogle af eksperimenterne fra postimpressionismen. Lidt yngre malere som Vincent van Gogh, Paul Gauguin og Georges Seurat førte sammen med Paul Cézanne kunsten i retning af modernismen. For Gauguin afløstes impressionismen af en personlig symbolisme; Seurat omdannede impressionismens brudte farver til et optisk studie med friseagtig karakter.
Van Goghs turbulente maleteknik sammen med en fuldtonet brug af farver var forløber for ekspressionisme og fauvisme; og Cézanne, der ville forene klassisk komposition med abstraktion af naturlige former, blev efterhånden føreren for kunsten i begyndelsen af 1900-tallet, the father of us all.
Impressionismens fortryllelse nåede også amerikansk impressionisme som hos Childe Hassam, John Twachtman og Theodore Robinson; og i Australien hvor malere fra Heidelberg-skolen som Arthur Streeton, Frederick McCubbin og Charles Conder malede en plein air og især var interesserede i det australske landskab og lys.
Impressionismen øvede også indflydelse på andre malere som portræt- og landskabsmaleren John Singer Sargent. Ved indgangen til 1900-tallet var der i Amerika en indlandsk og nærmest insulær realisme, der i udstrakt grad kom til udtryk i arbejder af Thomas Eakins, i Ashcan-skolen og i Winslow Homers landskabs- og marinemalerier. Homers billeder var dybt forankret i naturlige formers soliditet. Det visionære landskab - et motiv der beroede meget på nattens tvetydighed - havde sine udøvere i Albert Pinkham Ryder og Ralph Albert Blakelock.
I det sene 1800-tal var der også adskillige ret forskellige grupper af symbolistiske malere, hvis arbejder var i samklang med yngre kunstnere i 1900-tallet, især fauvisterne og surrealisterne som Gustave Moreau, Odilon Redon, Pierre Puvis de Chavannes, Henri Fantin-Latour, Arnold Böcklin, Edvard Munch, Félicien Rops og Jan Toorop, Gustave Klimt og russiske symbolister som Mikhail Vrubel.
Symbolistiske malere benyttede mytologi og drømmeagtigt billedsprog for at skabe et visuelt sprog for sjælen, med malerier der kunne fremstille en statisk verden af stilhed. Dens symboler var ikke de kendte emblemer af mainstream ikonografi, men stærkt personlige, private, obskure og tvetydige. Mere som filosofi end som stilretning øvede de symbolistiske malere indflydelse på den samtidige Art Nouveau-bevægelse og Les Nabis. I drømmeagtige motiver er der symbolistiske malere på tværs af århundreder og kulturer. Til i dag. Bernard Delvaille har beskrevet René Magrittes surrealisme som "symbolisme plus Freud".
- Sokrates' død af Jacques-Louis David, 1787. 	Olie på lærred, 130x196 cm. Metropolitan Museum of Art (en)
- Watson og hajen af John Singleton Copley, 1778. Olie på lærred, 182.1×229.7 cm. National Gallery of Art, Washington, D.C. [note 45]
- Dedham Vale af John Constable, 1802. Olie på lærred. Victoria and Albert Museum, London. - Dalen findes i Constables hjemegn, "Constable country", "The paintings of Constable romanticized the vivid green landscapes of England."
- Napoleon besøger pesthuset i Jaffa af Antoine-Jean Gros, 1804. Olie på lærred, 715×523 cm. Louvre
- Odalisk (haremskvinde, La Grande Odalisque) af Jean Auguste Dominique Ingres, 1814. Olie på lærred, 88.9×162.56 cm, Louvre
- Den tredje maj 1808 ("El tres de mayo de 1808 en Madrid, Los fusilamientos de la montaña del Príncipe Pío") af Francisco de Goya, 1814. Olie på lærred, 266×345 cm. Pradomuseet, Madrid
- Medusas redningsflåde' ('Le Radeau de la Méduse') af Théodore Géricault, 1819. Olie på lærred, 491×716 cm Louvre - Maleriet skildrer et stort skibsforlis ud for kysten af Banc d'Arguin, (en)
- Månen står op over havet af Caspar David Friedrich ca. 1822. Olie på lærred, 55x71 cm. Alte Nationalgalerie, Berlin [note 46]
- Den sidste dag i Pompeji af Karl Bryullov, 1830-1833. Olie på lærred, 465.5×651 cm. Det russiske museum, Sankt Petersborg. (en)
- La Liberté guidant le peuple ("Friheden leder folket") af Eugène Delacroix, 1830. Olie på lærred, 260x325 cm. Louvre, Paris - Julirevolutionen sommeren 1830.
- The Fighting Temeraire (eller The Fighting Temeraire tugged to her last berth to be broken up, "Temeraires trækkes til den sidste kajplads for ophugning") af J.M.W. Turner, 1839[note 47]. Olie på lærred, 90.7×121.6 cm. National Gallery (en)
- Begravelse i Ornans af Gustave Courbet, 1849-1850. Olie på lærred, 314x663 cm. Musée d'Orsay, Paris.
- Den niende bølge af den russisk-armenske marinemaler Ivan Ajvazovskij, 1850. Olie på lærred, 221×332 cm. Det russiske museum, Sankt Petersborg.
- Camille Corot ca. 1865. Olie på lærred, 49.3×65.5 cm. National Gallery of Art, Washington D.C.
- Burlaki eller Pramdragere ved Volga af Ilja Repin, 1870-1873. Olie på lærred, 131,5×281 cm. Det russiske museum, Sankt Petersborg. (en)
- Impression, solopgang af Claude Monet 1872. Olie på lærred, 48×63 cm. Musée Marmottan Monet, Paris - Impressionismen har navn efter dette maleri.
- Bal au moulin de la Galette, Montmartre ("Dans på le moulin de la Galette") af Pierre-Auguste Renoir 1876. Olie på lærred, 131×175 cm. Musée d'Orsay, Paris
- Absint af Edgar Degas 1876. Olie på lærred, 92×68 cm. Musée d'Orsay, Paris
- Baren i Folies-Bergère af Édouard Manet, 1882. Olie på lærred, 96×130 cm. Courtauld Institute of Art, London
- Svømmerne af Thomas Eakins 1885. Olie på lærred, 70,2×93 cm. Amon Carter Museum of American Art, Fort Worth, Texas
- En søndag eftermiddag på øen La Grande Jatte af Georges Seurat 1884-1886. Olie på lærred, 207.5×308.1 cm. Art Institute of Chicago
- En storm i Rocky Mountains af Albert Bierstadt, 1886. Olie på lærred, 210,8×361,3 cm. Brooklyn Museum, New York
- Pige med ferskner. Portræt af V.S. Mamontova af Valentin Serov, 1887. Olie på lærred, 91x85 cm. Tretjakovgalleriet, Moskva.
- Stjernenatten af Vincent van Gogh, 1889. Olie på lærred, 73×92 cm. Museum of Modern Art, New York
- Kyst i måneskin af Albert Pinkham Ryder, ca. 1890. Olie på lærred, 35.8x43.5 cm. The Phillips Collection, Washington, DC
- D'où Venons Nous, Que Sommes Nous, Où Allons Nous (Tekst i øverste venstre hjørne: "Hvor kommer vi fra, Hvad er vi, Hvor går vi hen") af Paul Gauguin, 1897-1898. Olie på lærred, 139.1×374.6 cm. Museum of Fine Arts, Boston
- Efter orkanen, Bahamas af Winslow Homer, 1899. Akvarel, 38×54.3 cm. Art Institute of Chicago
- Les Grandes Baigneuses ("De store badende") af Paul Cézanne, 1906. Olie på lærred, 208×249 cm. Philadelphia Museum of Art, Pennsylvania